# Huang Wanqiu
Huang Wanqiu (xinès simplificat: 黄艺琼) (Guilin 1943 - 2023). Cantant i actriu de teatre i cinema xinesa.

## Biografia
Huang Wanqiu, també coneguda com Wan-qiu Huang (黄婉秋) van néixer el 17 de gener de 1943 a Guilin, regió autònoma de Guangxi (Xina).A l'escola primaria  ja va destacar com a cantant, amb el suport de Yin Xi un actor veterà de l'òpera Gui.Va morir a Guilin el 4 de març de 2023

#### Trajectoria artística
Huang va començar la seva carrera com actriu teatral. Als tretze anys va entrar a la Companyia d'Opera Gui i als catorze va debutar  com actriu interpretant el paper de Su Daji a 斩三妖  "(Slaying Three Demons).
El 1961 va protagonitzar la seva primera pel·lícula  Liu Sanjie (pel·lícula) (刘三姐), literalment (Liu, la tercera germana) film musical que tracta sobre la llegendària cantant Liu Sanjie, amb la direcció de Su Li (苏里) i producció dels estudis  Changchun Film Studio. La pel·lícula va tenir un gran èxit a la Xina i va ser projectada a més de 50 països. Huan va obtenir una gran popularitat fins a l'extrem que en la regió de Guanxi, Huan es més coneguda pel nom del seu personatge que per la resta de desenes d'altres papers que va interpretar durant la seva carrera.
Durant la Revolució Cultural va ser perseguida i no va tornar a treballar com actriu fins la dècada dels 80. Va protagonitzat pel·l´cules com   桂林山水 (Guilin Landscape) i 漓江春 (The Spring in Guilin) dirigida per Liu Yin i Yu Wen,. i 龍火長城  (Fire on the Great Wall) , dirigida per Bruce Lee. També va actuar i dirigir diverses obres teatrals, com l'òpera de Zhuang 百鸟衣 "(Hundred Birds' Clothes) amb la que va guanyar el premi a l'actor destacat al Primer Festival de Teatre de Guangxi, o el 1995, va dirigir l'obra d'art popular "A Journey to the Li River", per la qual va guanyar el Premi al Director i el Premi a l'Excel·lència de la Regió Autònoma de Guangxi Zhuang.
A nivell institucional va ser, entre d'altres, directora de l'Associació de dramaturgs xinesos, membre de l'Associació de cinema xinesa, directora de l'Associació Nacional d'Investigació de Música Vocal de la Xina, directora del Centre d'Intercanvi Cultural Internacional de la Xina de Guangxi.

## Filmografia destacada
| Any  | Títol xinès | Títol anglès                    |
| 1961 | 劉三姐      | Third Sister Liu                |
| 1980 | 桂林山水    | Guilin Landscape                |
| 1980 | 漓江春      | The Spring in Guilin            |
| 1982 | 春兰秋菊    |                                 |
| 1989 | 长城大决战  | The Last Duel on the Great Wall |
| 1990 | 龍火長城    | Fire on the Great Wall          |